# Zodarion bacelarae
Zodarion bacelarae là một loài nhện trong họ Zodariidae.
Loài này thuộc chi Zodarion. Zodarion bacelarae được Pekár miêu tả năm 2003.